# شب و مه (فیلم ۱۹۵۶)
شب و مه (فرانسوی: Nuit et brouillard‎) عنوان یک فیلم کوتاه فرانسوی در سبک مستند به کارگردانی آلن رنه است که در سال ۱۹۵۵ منتشر شد. این فیلم ده سال پس از آزاد شدن اردوگاه‌های کار اجباری آلمان نازی ساخته شد. این مستند زمین‌های متروک آشویتس و مایدانک را به تصویر می‌کشد و در این حین زندگی زندانیان داخل اردوگاه را توصیف می‌کند.

## داستان
شب و مه مستندی است که بین گذشته و حال در حرکت است و از فیلم‌های سیاه و سفید و رنگی استفاده می‌کند. موضوع پایانی فیلم آزادسازی کشور، کشف وحشت اردوگاه ها و پرسش از اینکه چه کسی مسئول آنها بوده است را به تصویر می کشد.